# Charny (Yonne)
Charny korábbi község (település) Franciaországban, Saône-et-Loire megyében. 2016. január 1-jén további 13 korábbi községgel egyesült és azokkal együtt Charny Orée de Puisaye új község része lett.
Lakosainak száma 1470 fő (2018. január 1.). Charny Dicy, Saint-Martin-sur-Ouanne, Chêne-Arnoult, Fontenouilles, Chambeugle, Prunoy, Perreux, La Mothe-aux-Aulnaies és La Ferté-Loupière községekkel határos.

## Népesség
A település népességének változása:
| Lakosok száma | 1280 | 1364 | 1626 | 1634 | 1729 | 1689 | 1617 | 5039 | 1474 | 1470 |
|               | 1962 | 1968 | 1975 | 1990 | 1999 | 2008 | 2013 | 2016 | 2017 | 2018 |